# Foussemagne
Foussemagne is een gemeente in het Franse departement Territoire de Belfort in de regio Bourgogne-Franche-Comté en maakt deel uit van het arrondissement Belfort. De gemeente telde 885 inwoners op 1 januari 2022.
In het Elzassisch of het Duits heette de plaats vroeger Fuchsmeng, of ook Fiessenen.

## Geschiedenis
De gemeente maakte voor 2015 deel uit van het kanton Fontaine. Toen het kanton op 22 maart 2015 werd opgeheven werd Foussemagne opgenomen in het kanton Grandvillars.

## Geografie
De oppervlakte van Foussemagne bedraagt 5,1 vierkante kilometer; Op 1 januari 2022 was de bevolkingsdichtheid 173,5 inwoners per km².
De onderstaande kaart toont de ligging van Foussemagne met de belangrijkste infrastructuur en aangrenzende gemeenten.

## Demografie
Onderstaande figuur toont het verloop van het inwonertal.
Angeot · Autrechêne · Bessoncourt · Bethonvilliers · Boron · Brebotte · Bretagne · Chavanatte · Chavannes-les-Grands · Cunelières · Eguenigue · Fontaine · Fontenelle · Foussemagne · Frais · Froidefontaine · Grandvillars · Grosne · Lacollonge · Lagrange · Larivière · Menoncourt · Méziré · Montreux-Château · Morvillars · Novillard · Petit-Croix · Phaffans · Recouvrance · Reppe · Suarce · Vauthiermont · Vellescot